# 물리학자 목록
다음은 주목할 만한 성과를 거둔 물리학자의 목록이다.

## A
- 에른스트 아베 — 독일 (1840–1905)
- 알렉세이 아브리코소프 — 소련, 러시아 (1930년 생) 노벨상 수상자
- 스티븐 루이스 애들러 — 미국 (1939년 생)
- 미겔 알쿠비에레 — 멕시코 (1964년 생)
- 조레스 알표로프 — 러시아 (1930년 생) 노벨상 수상자
- 한네스 알벤 — 스웨덴 (1908–1995) 노벨상 수상자
- 이븐 알하이삼 — 이라크 (965–1040)
- 랠프 애셔 앨퍼 — 미국 (1921–2007)
- 루이스 월터 앨버레즈 — 미국 (1911–1988) 노벨상 수상자
- 앙드레마리 앙페르 — 프랑스 (1775–1836)
- 필립 워런 앤더슨 — 미국 (1923년 생) 노벨상 수상자
- 칼 데이비드 앤더슨 — 미국 (1905–1991) 노벨상 수상자
- 안데르스 요나스 옹스트룀 — 스웨덴 (1814–1874)
- 에드워드 빅터 애플턴 — 영국 (1892–1965) 노벨상 수상자
- 사모스의 아리스타르코스 — 사모스, 그리스 (310–ca. 230 BC)
- 아리스토텔레스 — 아테네, 그리스 (384–322 BC)
- 니마 아르카니하메드 — 미국 (1972년 생)
- 아리아바타 — 인도 (476–550)
- 이븐 시나 — 페르시아 (980–1037)
- 아메데오 아보가드로 — 이탈리아 (1776–1856)

## B
- 요한 야코프 발머 — 스위스 (1825–1898)
- 존 바딘 — 미국 (1908–1991) 노벨상 2회 수상
- 찰스 글러버 바클라 — 영국 (1877–1944) 노벨상 수상자
- 니콜라이 바소프 — 러시아 (1922–2001) 노벨상 수상자
- 앙리 베크렐 — 프랑스 (1852–1908) 노벨상 수상자
- 요하네스 게오르크 베드노르츠 — 독일 (1950년 생) 노벨상 수상자
- 알렉산더 그레이엄 벨 — 영국 (1847–1922)
- 존 스튜어트 벨 — 영국 (1928–1990)
- 조셀린 벨 버넬 — 북 아일랜드 (1943년 생)
- 다니엘 베르누이 — 스위스 (1700–1782)
- 한스 베테 — 독일, 미국 (1906–2005) 노벨상 수상자
- 게르트 비니히 — 독일 (1947년 생) 노벨상 수상자
- 장바티스트 비오 — 프랑스 (1774–1862)
- 비루니 — 페르시아 (973–1048)
- 패트릭 메이너드 스튜어트 블래킷 — 영국 (1897–1974) 노벨상 수상자
- 펠릭스 블로흐 — 스위스 (1905–1983) 노벨상 수상자
- 니콜라스 블룸베르헌 — 네덜란드, 미국 (1920년 생) 노벨상 수상자
- 니콜라이 보골류보프 — 소련, 러시아 (1909–1992)
- 데이비드 봄 — 미국 (1917–1992)
- 오게 닐스 보어 — 덴마크 (1922–2009) 노벨상 수상자
- 닐스 보어 — 덴마크 (1885–1962) 노벨상 수상자
- 루트비히 볼츠만 — 오스트리아 (1844–1906)
- 막스 보른 — 독일, 영국 (1882–1970) 노벨상 수상자
- 자가디시 찬드라 보스 — 인도 (1858–1937)
- 사티엔드라 나트 보스 — 인도 (1894–1974)
- 발터 보테 — 독일 (1891–1957) 노벨상 수상자
- 로버트 보일 — 아일랜드, 잉글랜드 (1627–1691)
- 윌러드 보일 — 캐나다, 미국 (1924–2011) 노벨상 수상자
- 윌리엄 헨리 브래그 — 영국 (1862–1942) 노벨상 수상자
- 윌리엄 로런스 브래그 — 오스트레일리아 (1890–1971) 노벨상 수상자
- 튀코 브라헤 — 덴마크 (1546–1601)
- 월터 하우저 브래튼 — 미국 (1902–1987) 노벨상 수상자
- 카를 페르디난트 브라운 — 독일 (1850–1918) 노벨상 수상자
- 퍼시 윌리엄스 브리지먼 — 미국 (1882–1961) 노벨상 수상자
- 레옹 브릴루앵 — 프랑스 (1889–1969)
- 버트럼 브록하우스 — 캐나다 (1918–2003) 노벨상 수상자
- 루이 드 브로이 — 프랑스 (1892–1987) 노벨상 수상자
- 바위스 발롯 — 네덜란드 (1817–1890)

## C
- 니콜라 카비보 — 이탈리아 (1935–2010)
- 커티스 캘런 — (1942년 생)
- 니콜라 레오나르 사디 카르노 — 프랑스 (1796–1832)
- 브랜던 카터 — 오스트레일리아 (1942년 생)
- 헨드릭 카시미르 — 네덜란드 (1909–2000)
- 헨리 캐번디시 — 영국 (1731–1810)
- 제임스 채드윅 — 영국 (1891–1974) 노벨상 수상자
- 오언 체임벌린 — 미국 (1920–2006) 노벨상 수상자
- 수브라마니안 찬드라세카르 — 인도, 미국 (1910–1995) 노벨상 수상자
- 조르주 샤르파크 — 프랑스 (1924–2010) 노벨상 수상자
- 파벨 알렉세예비치 체렌코프 — 러시아 제국, 소련 (1904–1990) 노벨상 수상자
- 스티븐 추 — 미국 (1948년 생) 노벨상 수상자
- 루돌프 클라우지우스 — 독일 (1822–1888)
- 존 콕크로프트 — 영국 (1897–1967) 노벨상 수상자
- 클로드 코엔타누지 — 프랑스 (1933년 생) 노벨상 수상자
- 아서 콤프턴 — 미국 (1892–1962) 노벨상 수상자
- 리언 쿠퍼 — 미국 (1930년 생) 노벨상 수상자
- 귀스타브 코리올리 — 프랑스 (1792–1843)
- 앨런 코맥 — 남 아프리카, 미국 (1924–1998)
- 샤를 드 쿨롱 — 프랑스 (1736–1806)
- 브라이언 콕스 (물리학자) — 영국 (1968년 생)
- 제임스 왓슨 크로닌 — 미국 (1931년 생) 노벨상 수상자
- 윌리엄 크룩스 — 영국 (1832–1919)
- 마리 퀴리 — 폴란드, 프랑스 (1867–1934) 노벨상 수상자
- 피에르 퀴리 — 프랑스 (1859–1906) 노벨상 수상자

## D
- 장 르 롱 달랑베르 — 프랑스 (1717–1783)
- 구스타프 달렌 — 스웨덴 (1869–1937) 노벨상 수상자
- 존 돌턴 — 영국 (1766–1844)
- 레이먼드 데이비스 — 미국 (1914–2006) 노벨상 수상자
- 클린턴 조지프 데이비슨 — 미국 (1881–1958) 노벨상 수상자
- 피터 디바이 — 네덜란드 (1884–1966)
- 한스 게오르크 데멜트 — 독일, 미국 (1922-2017) 노벨상 수상자
- 막스 델브뤽 — 독일, 미국 (1906–1981)
- 데모크리토스 — 고대 그리스 (ca. 460–360 BC)
- 데이비드 도이치 — 이스라엘, 영국 (1953년 생)
- 제임스 듀어 — 영국 (1842–1923)
- 로베르튀스 데이크흐라프 — 네덜란드 (1960년 생)
- 폴 디랙 — 영국 (1902–1984) 노벨상 수상자
- 크리스티안 도플러 — 오스트리아 (1803–1853)
- 프리먼 다이슨 — 영국, 미국 (1923년 생) 울프상 수상자

## E
- 아서 스탠리 에딩턴 — 영국 (1882–1944)
- 토머스 에디슨 — 미국 (1847–1931)
- 파울 에렌페스트 — 오스트리아-헝가리, 네덜란드 (1880–1933)
- 만프레트 아이겐 — 독일 (1927년 생)
- 알베르트 아인슈타인 — 독일, 이탈리아, 스위스, 미국 (1879–1955) 노벨상 수상자
- 프랑수아 앙글레르 — 벨기에 (1932년 생) 노벨상 수상자
- 외트뵈시 로란드 — 오스트리아-헝가리 (1848–1919)
- 에사키 레오나 — 일본 (1925년 생) 노벨상 수상자

## F
- 류드비크 파데예프 — 러시아 (1934년 생)
- 다니엘 가브리엘 파렌하이트 — 폴란드 왕령 프로이센 (1686–1736)
- 카지미에시 파얀스 — 폴란드, 미국 (1887–1975)
- 마이클 패러데이 — 영국 (1791–1867)
- 미첼 파이겐바움 — 미국 (1944년 생)
- 엔리코 페르미 — 이탈리아 (1901–1954) 노벨상 수상자
- 알베르 페르 — 프랑스 (1938년 생) 노벨상 수상자
- 리처드 파인만 — 미국 (1918–1988) 노벨상 수상자
- 밸 로그즈던 피치 — 미국 (1923년 생) 노벨상 수상자
- 이폴리트 피조 — 프랑스 (1819–1896)
- 게오르기 플료로프 — 소련
- 블라디미르 포크 — 러시아 제국, 소련 (1898–1974)
- 레옹 푸코 — 프랑스 (1819–1868)
- 윌리엄 앨프리드 파울러 — 미국 (1911–1995) 노벨상 수상자
- 제임스 프랑크 — 독일, 미국 (1882–1964) 노벨상 수상자
- 일리야 프란크 — 소련 (1908–1990) 노벨상 수상자
- 벤저민 프랭클린 — 미국 (1706–1790)
- 로절린드 프랭클린 — 영국 (1920–1958)
- 요제프 폰 프라운호퍼 — 독일 (1787–1826)
- 오귀스탱 장 프레넬 — 프랑스 (1788–1827)
- 대니얼 프리댄 — 미국
- 알렉산드르 프리드만 — 러시아 제국, 소련 (1888–1925)
- 제롬 아이작 프리드먼 — 미국 (1930년 생) 노벨상 수상자

## G
- 데니스 가보르 — 헝가리 (1900–1979) 노벨상 수상자
- 갈릴레오 갈릴레이 — 이탈리아 (1564–1642)
- 루이지 갈바니 — 이탈리아 (1737–1798)
- 조지 가모프 — 러시아, 미국 (1904–1968)
- 조제프 루이 게이뤼삭 — 프랑스 (1778–1850)
- 한스 가이거 — 독일 (1882–1945)
- 안드레 가임 — 러시아/영국 (1958년 생) 노벨상 수상자
- 머리 겔만 — 미국 (1929년 생) 노벨상 수상자
- 피에르질 드 젠 — 프랑스 (1932–2007) 노벨상 수상자
- 하워드 조자이 — 미국 (1947년 생)
- 리카르도 자코니 — 이탈리아, 미국 (1931년 생) 노벨상 수상자
- 이바르 예베르
- 조사이어 윌러드 기브스 — 미국 (1839–1903)
- 윌리엄 길버트 — 잉글랜드 (1544–1603)
- 비탈리 긴즈부르크 — 소련, 러시아 (1916–2009) 노벨상 수상자
- 도널드 글레이저 — 미국 (1926년 생) 노벨상 수상자
- 셸던 리 글래쇼 — 미국 (1932년 생) 노벨상 수상자
- 로이 J. 글라우버 — 미국 (1925년 생) 노벨상 수상자
- 마리아 괴퍼트메이어 — 독일, 미국 (1906–1972) 노벨상 수상자
- 제프리 골드스톤 — 영국, 미국 (1933년 생)
- 마이클 보리스 그린 - 영국 (1946년 생)
- 브라이언 그린 — 미국 (1963년 생)
- 존 그리빈 — 영국 (1946년 생)
- 블라디미르 그리보프 — 러시아 (1930–1997)
- 데이비드 제프리 그리피스 — 미국 (1942년 생)
- 데이비드 그로스 — 미국 (1941년 생) 노벨상 수상자
- 페터 그륀베르크 — 독일 (1939년 생) 노벨상 수상자
- 샤를 에두아르 기욤 — 스위스 (1861–1931) 노벨상 수상자
- 페자 귀르세이 — 터키 (1921–1992)
- 앨런 구스 — 미국 (1947년 생)

## H
- 루돌프 하크 — 독일 (1922-2016)
- 오토 한 — 독일 (1879–1968)
- 존 L. 홀 — 미국 (1934년 생) 노벨상 수상자
- 윌리엄 로언 해밀턴 — 아일랜드 (1805–1865)
- 테오도어 W. 헨슈 — 독일 (1941년 생) 노벨상 수상자
- 페테르 안드레아스 한센 — 덴마크 (1795–1874)
- 세르주 아로슈 — 프랑스 (1944년 생) 노벨상 수상자
- 스티븐 호킹 — 영국 (1942년 생) 울프상 수상자
- 이븐 알하이삼 — 이라크 (965–1039)
- 올리버 헤비사이드 — 영국 (1850–1925)
- 베르너 하이젠베르크 — 독일 (1901–1976) 노벨상 수상자
- 헤르만 폰 헬름홀츠 — 독일 (1821–1894)
- 조지프 헨리 — 미국 (1797–1878)
- 구스타프 헤르츠 — 독일 (1887-1975) 노벨상 수상자
- 하인리히 루돌프 헤르츠 — 독일 (1857–1894)
- 빅토르 프란츠 헤스 — 오스트리아, 미국 (1883–1964) 노벨상 수상자
- 앤서니 휴이시 — 영국 (1924년 생) 노벨상 수상자
- 피터 힉스 — 영국 (1929년 생) 노벨상 수상자
- 도러시 호지킨 — 잉글랜드 (1910–1994)
- 로버트 호프스태터 — 미국 (1915–1990) 노벨상 수상자
- 헤라르뒤스 엇호프트 — 네덜란드 (1946년 생) 노벨상 수상자
- 로버트 훅 — 잉글랜드 (1635–1703)
- 프레드 호일 — 영국 (1915–2001)
- 에드윈 허블 — 미국 (1889–1953)
- 러셀 앨런 헐스 — 미국 (1950년 생) 노벨상 수상자
- 프리드리히 훈트 — 독일 (1896–1997)
- 크리스티안 하위헌스 — 네덜란드 (1629–1695)

## I
- 이오아니스 일리오풀로스 — 그리스 (1940년 생)

## J
- 제임스 호프우드 진스 — 영국 (1877–1946)
- J. 한스 D. 옌젠 — 독일 (1907–1973) 노벨상 수상자
- 이렌 졸리오퀴리 — 프랑스 (1897–1956)
- 파스쿠알 요르단 — 독일 (1902–1980)
- 브라이언 데이비드 조지프슨 — 영국 (1940년 생) 노벨상 수상자
- 제임스 프레스콧 줄 — 영국 (1818–1889)

## K
- 가지타 다카아키 — 일본 (1959년 생) 노벨상 수상자
- 미치오 카쿠 — 미국 (1947년 생)
- 테오도어 칼루차 — 독일 (1885–1954)
- 헤이커 카메를링 오너스 — 네덜란드 (1853–1926) 노벨상 수상자
- 찰스 K. 가오 — 중국, 홍콩, 영국, 미국 (1933년 생) 노벨상 수상자
- 표트르 레오니도비치 카피차 — 러시아 제국, 소련 (1894-1984) 노벨상 수상자
- 알프레드 카스틀레르 — 프랑스 (1902–1984) 노벨상 수상자
- 헨리 웨이 켄들 — 미국 (1926–1999) 노벨상 수상자
- 요하네스 케플러 — 독일 (1571–1630)
- 존 커 (물리학자) — 영국 (1824–1907)
- 압둘 카디르 칸 — 파키스탄 (1936년 생)
- 잭 킬비 — 미국 (1923–2005) 노벨상 수상자
- 구스타프 키르히호프 — 독일 (1824–1887)
- 오스카르 클레인 — 스웨덴 (1894–1977)
- 클라우스 폰 클리칭 — 독일 (1943년 생) 노벨상 수상자
- 마르틴 크누센 — 덴마크 (1871–1949)
- 고바야시 마코토 (물리학자) — 일본 (1944년 생) 노벨상 수상자
- 고시바 마사토시 — 일본 (1926년 생) 노벨상 수상자
- 헨드릭 안토니 크라머르스 — 네덜란드 (1894–1952)
- 구보 료고 — 일본 (1920–1995)
- 이고리 쿠르차토프 — 소련 (1903–1960)
- 폴리카프 쿠시 — 독일 (1911–1993) 노벨상 수상자

## L
- 윌리스 유진 램 — 미국 (1913–2008) 노벨상 수상자
- 레프 란다우 — 러시아 제국, 소련 (1908–1968) 노벨상 수상자
- 폴 랑주뱅 — 프랑스 (1872–1946)
- 어빙 랭뮤어 — 미국 (1881–1957)
- 조지프 라모어 — 영국 (1857–1942)
- 막스 폰 라우에 — 독일 (1879–1960) 노벨상 수상자
- 로버트 B. 로플린 — 미국 (1950년 생) 노벨상 수상자
- 미하일 라브렌티예프 — 러시아
- 어니스트 로런스 — 미국 (1901–1958) 노벨상 수상자
- 리언 레더먼 — 미국 (1922년 생) 노벨상 수상자
- 이휘소 — Korea, 미국 (1935–1977)
- 데이비드 모리스 리 — 미국 (1931년 생) 노벨상 수상자
- 리정다오 — 중국, 미국 (1926년 생) 노벨상 수상자
- 앤서니 레깃 — 영국, 미국 (1938년 생) 노벨상 수상자
- 고트프리트 빌헬름 라이프니츠 — 독일 (1646–1716)
- 조르주 르메트르 — 벨기에 (1894–1966)
- 필리프 레나르트 — 헝가리, 독일 (1862–1947) 노벨상 수상자
- 마틴 루이스 펄 — 미국 (1927년 생)
- 가브리엘 리프만 — 프랑스, 룩셈부르크 (1845–1921) 노벨상 수상자
- 올리버 로지 — 영국 (1851–1940)
- 미하일 로모노소프 — 러시아
- 헨드릭 로런츠 — 네덜란드 (1853–1928) 노벨상 수상자
- 루드비 로렌스 — 덴마크 (1829–1891)
- 요한 요제프 로슈미트 — 오스트리아 (1821–1895)
- 루크레티우스 — 로마 (98?–55 BC)
- 알렉산드르 랴푸노프 — 러시아 제국 (1857–1918)

## M
- 아서 B. 맥도널드 — 캐나다 (1943년 생) 노벨상 수상자
- 에른스트 마흐 — 오스트리아-헝가리 (1838–1916)
- 에토레 마요라나 — 이탈리아 (1906–1938, 사망연도는 추정)
- 후안 말다세나 — 아르헨티나 (1968년 생)
- 굴리엘모 마르코니 — 이탈리아 (1874–1937) 노벨상 수상자
- 마스카와 도시히데 — 일본 (1940년 생) 노벨상 수상자
- 존 C. 매더 — 미국 (1946년 생) 노벨상 수상자
- 제임스 클러크 맥스웰 — 영국 (1831–1879)
- 브라이언 메이 — 영국 (1947년 생)
- 마리아 괴퍼트메이어 — 독일, 미국 (1906–1972)
- 로널드 맥네어 — 미국 (1950–1986)
- 시몬 판 데르 메이르 — 네덜란드 (1925–2011) 노벨상 수상자
- 리제 마이트너 — 오스트리아 (1878–1968)
- 앨버트 에이브러햄 마이컬슨 — 미국 (1852–1931) 노벨상 수상자
- 로버트 앤드루스 밀리컨 — 미국 (1868–1953) 노벨상 수상자
- 헨리 모즐리 (물리학자) — 영국 (1887–1915)
- 루돌프 뫼스바워 — 독일 (1929–2011) 노벨상 수상자
- 네빌 프랜시스 모트 — 영국 (1905–1996) 노벨상 수상자
- 벤 로위 모텔손 — 덴마크, 미국 (1926년 생) 노벨상 수상자
- 카를 알렉산더 뮐러 — 스위스 (1927년 생) 노벨상 수상자

## N
- 난부 요이치로 — 일본, 미국 (1921-2015) 노벨상 수상자
- 세스 네더마이어 — 미국 (1907–1988)
- 루이 네엘 — 프랑스 (1904–2000) 노벨상 수상자
- 사이먼 뉴컴 — 미국 (1835–1909)
- 아이작 뉴턴 — 잉글랜드 (1642–1727)
- 군나르 노르드스트룀 — 핀란드 (1881–1923)
- 콘스탄틴 노보셀로프 — 소련, 영국 (1974년 생) 노벨상 수상자

## O
- 게오르크 옴 — 독일 (1789–1854)
- 라르스 온사게르 — 노르웨이 (1903–1976)
- 로버트 오펜하이머 — 미국 (1904–1967)
- 한스 크리스티안 외르스테드 — 덴마크 (1777–1851)

## P
- 블레즈 파스칼 — 프랑스 (1623–1662)
- 볼프강 파울 — 독일 (1913–1993) 노벨상 수상자
- 볼프강 파울리 — 오스트리아-헝가리 (1900–1958) 노벨상 수상자
- 루돌프 파이얼스 — 독일, 영국 (1907–1995)
- 로저 펜로즈 — 영국 (1931년 생) 울프상 수상자
- 아노 앨런 펜지어스 — 미국 (1933년 생) 노벨상 수상자
- 마틴 루이스 펄 — 미국 (1927년 생) 노벨상 수상자
- 솔 펄머터 — 미국 (1959년 생) 노벨상 수상자
- 장 바티스트 페랭 — 프랑스 (1870–1942) 노벨상 수상자
- 윌리엄 대니얼 필립스 — 미국 (1948년 생) 노벨상 수상자
- 막스 플랑크 — 독일 (1858–1947) 노벨상 수상자
- 시메옹 드니 푸아송 — 프랑스 (1781–1840)
- 조지프 폴친스키 — 영국 (1954년 생)
- 데이비드 폴리처 — 미국 (1949년 생) 노벨상 수상자
- 알렉산드르 마르코비치 폴랴코프 — 러시아, 미국 (1945년 생)
- 세실 프랭크 파월 — 영국 (1903–1969) 노벨상 수상자
- 루트비히 프란틀 — 독일 (1875–1953)
- 일리야 프리고진 — 벨기에 (1917–2003)
- 알렉산드르 프로호로프 — Soviet, 러시아 (1916–2002) 노벨상 수상자
- 에드워드 밀스 퍼셀 — 미국 (1912–1997) 노벨상 수상자

## R
- 이지도어 아이작 라비 — 오스트리아, 미국 (1898–1988) 노벨상 수상자
- 제임스 레인워터 — 미국 (1917–1986) 노벨상 수상자
- 찬드라세카라 벵카타 라만 — 인도 (1888–1970) 노벨상 수상자
- 노먼 포스터 램지 — 미국 (1915–2011) 노벨상 수상자
- 리사 랜들 — 미국 (1962년 생)
- 제3대 레일리 남작 존 윌리엄 스트럿 — 영국 (1842–1919) 노벨상 수상자
- 툴리오 레제 — 이탈리아 (1931-2014)
- 오언 윌런스 리처드슨 — 영국 (1879–1959) 노벨상 수상자
- 로버트 콜먼 리처드슨 — 미국 (1937년 생) 노벨상 수상자
- 버턴 릭터 — 미국 (1931년 생) 노벨상 수상자
- 애덤 리스 — 미국 (1969년 생) 노벨상 수상자
- 하인리히 로러 — 스위스 (1933년 생) 노벨상 수상자
- 빌헬름 콘라트 뢴트겐 — 독일 (1845–1923) 노벨상 수상자
- 조지프 로트블랫 — 폴란드, 영국 (1908–2005)
- 카를로 루비아 — 이탈리아 (1934년 생) 노벨상 수상자
- 베라 루빈 — 미국 (1930년 생)
- 다비드 뤼엘 — 벨기에, 프랑스 (1935년 생)
- 에른스트 루스카 — 독일 (1906–1988) 노벨상 수상자
- 어니스트 러더퍼드 — 뉴질랜드, 영국 (1871–1937)
- 요하네스 뤼드베리 — 스웨덴 (1854–1919)
- 마틴 라일 — 영국 (1918–1984) 노벨상 수상자

## S
- 칼 세이건 — 미국 (1934–1996)
- 사카타 쇼이치 — 일본 (1911–1970)
- 안드레이 사하로프 — 소련 (1929–1989)
- 압두스 살람 — 파키스탄, 영국 (1926–1996) 노벨상 수상자
- M. 섀도스 — 영국 (1996년 생)
- 아서 레너드 숄로 — 미국 (1921–1999) 노벨상 수상자
- 조엘 셰르크 — 프랑스 (1946–1979)
- 브라이언 슈밋 — 오스트레일리아, 미국 (1967년 생) 노벨상 수상자
- 존 로버트 슈리퍼 — 미국 (1931년 생) 노벨상 수상자
- 에르빈 슈뢰딩거 — 오스트리아-헝가리 (1887–1961) 노벨상 수상자
- 존 헨리 슈워츠 — 미국 (1941년 생)
- 멜빈 슈워츠 — 미국 (1932–2006) 노벨상 수상자
- 카를 슈바르츠실트 — 독일 (1876–1916)
- 줄리언 슈윙거 — 미국 (1918–1994) 노벨상 수상자
- 에밀리오 지노 세그레 — 미국, 이탈리아 (1905–1989) 노벨상 수상자
- 나탄 자이베르그 — 미국 (1956년 생)
- 아쇼케 센 — 인도 (1956년 생)
- 심괄 — 중국 (1031–1095)
- 미하일 시프만 — 러시아, 미국 (1949년 생)
- 윌리엄 쇼클리 — 미국 (1910–1989) 노벨상 수상자
- 클리퍼드 슐 — 미국 (1915–2001) 노벨상 수상자
- 카이 시그반 — 스웨덴 (1918–2007) 노벨상 수상자
- 만네 시그반 — 스웨덴 (1886–1978) 노벨상 수상자
- 빌럼 더 시터르 — 네덜란드 (1872–1934)
- 루이스 슬로틴 — 미국 (1910–1946)
- 조지 E. 스미스 — 미국 (1930년 생) 노벨상 수상자
- 리 스몰린 — 미국 (1955년 생)
- 마리안 스몰루호프스키 — 폴란드 (1872–1917)
- 조지 스무트 — 미국 (1945년 생) 노벨상 수상자
- 빌러브로어트 스넬리우스 (Snellius) — 네덜란드 (1580–1626)
- 아르놀트 조머펠트 — 독일 (1868–1951)
- 요하네스 슈타르크 — 독일 (1874–1957) 노벨상 수상자
- 요제프 슈테판 — 오스트리아-헝가리, Slovenia (1835–1893)
- 잭 스타인버거 — 독일, 미국 (1921년 생) 노벨상 수상자
- 오토 슈테른 — 독일 (1888–1969) 노벨상 수상자
- 시몬 스테빈 — 벨기에, 네덜란드 (1548–1620)
- 제1대 스토크스 준남작 조지 스토크스 — 아일랜드, 영국 (1819–1903)
- 호르스트 루트비히 슈퇴르머 — 독일 (1949년 생) 노벨상 수상자
- 앤드루 스트로민저 — 미국 (1955년 생)
- 레너드 서스킨드 — 미국 (1940년 생)
- 조지프 스완 — 영국 (1828–1914)
- 실라르드 레오 — 오스트리아-헝가리, 미국 (1898–1964)

## T
- 이고리 예브게니예비치 탐 — 러시아 제국, 소련 (1895–1971) 노벨상 수상자
- 조지프 후턴 테일러 주니어 — 미국 (1941년 생) 노벨상 수상자
- 리처드 E. 테일러 — 미국 (1929년 생) 노벨상 수상자
- 에드워드 텔러 — 오스트리아-헝가리, 미국 (1908–2003)
- 니콜라 테슬라 — 세르비아 (1856–1943)
- 조지 패짓 톰슨 — 영국 (1892–1975) 노벨상 수상자
- 조지프 존 톰슨 — 영국 (1856–1940) 노벨상 수상자
- 제1대 켈빈 남작 윌리엄 톰슨 — 영국 (1824–1907)
- 킵 손 — 미국 (1940년 생)
- 새뮤얼 차오 충 팅 — 미국 (1936년 생) 노벨상 수상자
- 프랭크 J. 티플러 — 미국 (1947년 생)
- 도모나가 신이치로 — 일본 (1906–1979) 노벨상 수상자
- 에반젤리스타 토리첼리 — 이탈리아 (1608–1647)
- 도쓰카 요지 — 일본 (1942–2008)
- 찰스 하드 타운스 — 미국 (1915년 생) 노벨상 수상자
- 대니얼 추이 — 중국, 미국 (1939년 생) 노벨상 수상자
- 닐 디그래스 타이슨 — 미국 (1958년 생)

## V
- 캄란 바파 — 이란, 미국
- 마르티뉘스 펠트만 — 네덜란드, 미국 (1931년 생) 노벨상 수상자
- 가브리엘레 베네치아노 — 이탈리아 (1942년 생)
- 존 해즈브룩 밴블렉 — 미국 (1899–1980) 노벨상 수상자
- 볼데마르 포크트 — 독일 (1850–1919)
- 알레산드로 볼타 — 이탈리아 (1745–1827)
- 베르너 폰 브라운 — 독일 (1912–1977)

## W
- 요하너스 디데릭 판데르 발스 — 네덜란드 (1837–1923) 노벨상 수상자
- 어니스트 월턴 — 아일랜드 (1903–1995) 노벨상 수상자
- 제임스 와트 — 영국 (1736–1819)
- 빌헬름 에두아르트 베버 — 독일 (1804–1891)
- 스티븐 와인버그 — 미국 (1933년 생) 노벨상 수상자
- 빅토어 바이스코프 — 오스트리아, 미국 (1908–2002)
- 카를 프리드리히 폰 바이츠제커 — 독일 (1912–2007)
- 존 아치볼드 휠러 — 미국 (1911–2008)
- 빌헬름 빈 — 독일 (1864–1928) 노벨상 수상자
- 아서 와이트먼 — 미국 (1922-2013)
- 유진 위그너 — 오스트리아-헝가리, 미국 (1902–1993) 노벨상 수상자
- 프랭크 윌첵 — 미국 (1951년 생) 노벨상 수상자
- 찰스 톰슨 리스 윌슨 — 영국 (1869–1959) 노벨상 수상자
- 케네스 G. 윌슨 — 미국 (1936년 생) 노벨상 수상자
- 로버트 우드로 윌슨 — 미국 (1936년 생)
- 데이비드 J. 와인랜드 — 미국 (1944년 생) 노벨상 수상자
- 에드워드 위튼 — 미국 (1951년 생)
- 스티븐 울프럼 — 영국 (1959년 생)
- 우젠슝 — 미국 (1912–1997)

## Y
- 로절린 서스먼 얠로 — 미국 (1921–2011)
- 양전닝 — 중국 (1922년 생) 노벨상 수상자
- 토머스 영 — 영국 (1773–1829)
- 유카와 히데키 — 일본 (1907–1981) 노벨상 수상자

## Z
- 피터르 제이만 — 네덜란드 (1865–1943) 노벨상 수상자
- 프리츠 제르니커 — 네덜란드 (1888–1960) 노벨상 수상자
- 브루노 추미노 — 이탈리아 (1923–2014)

## 같이 보기
- 물리학의 역사